# La Cotte de Saint-Brélade
Ne pas confondre avec les Cottés, site préhistorique dans la Vienne, Poitou-Charentes, ou la grotte de La Cotte à la Chèvre, site du Paléolithique moyen également sur la côte de Jersey.
La Cotte (ou "Lé Creux ès Fées") est un site moustérien (paléolithique) situé le long de la côte de Saint-Brélade sur l'île de Jersey.
C'est un habitat néandertalien datant d'environ 250 000 ans, le plus ancien site archéologique des îles Anglo-Normandes.

## Situation
La Cotte (mot signifiant « grotte » en jersiais) s'ouvre sur la grève côtière du sud de l'île. Cette grotte porte le nom local en jersiais "Lé Creux ès Fées" (le creux des fées), à ne pas confondre avec le site mégalithique de Guernesey qui porte le même nom (Le Creux es Faies).

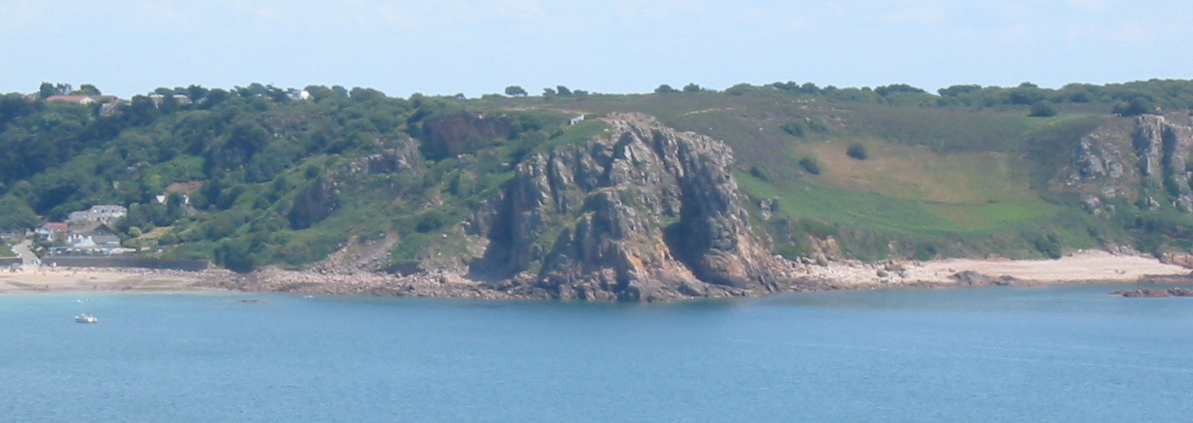
Vue d'ensemble du site de La Cotte de Saint-Brelade, Jersey.
Vue vers l'est/sud-est.

## Description

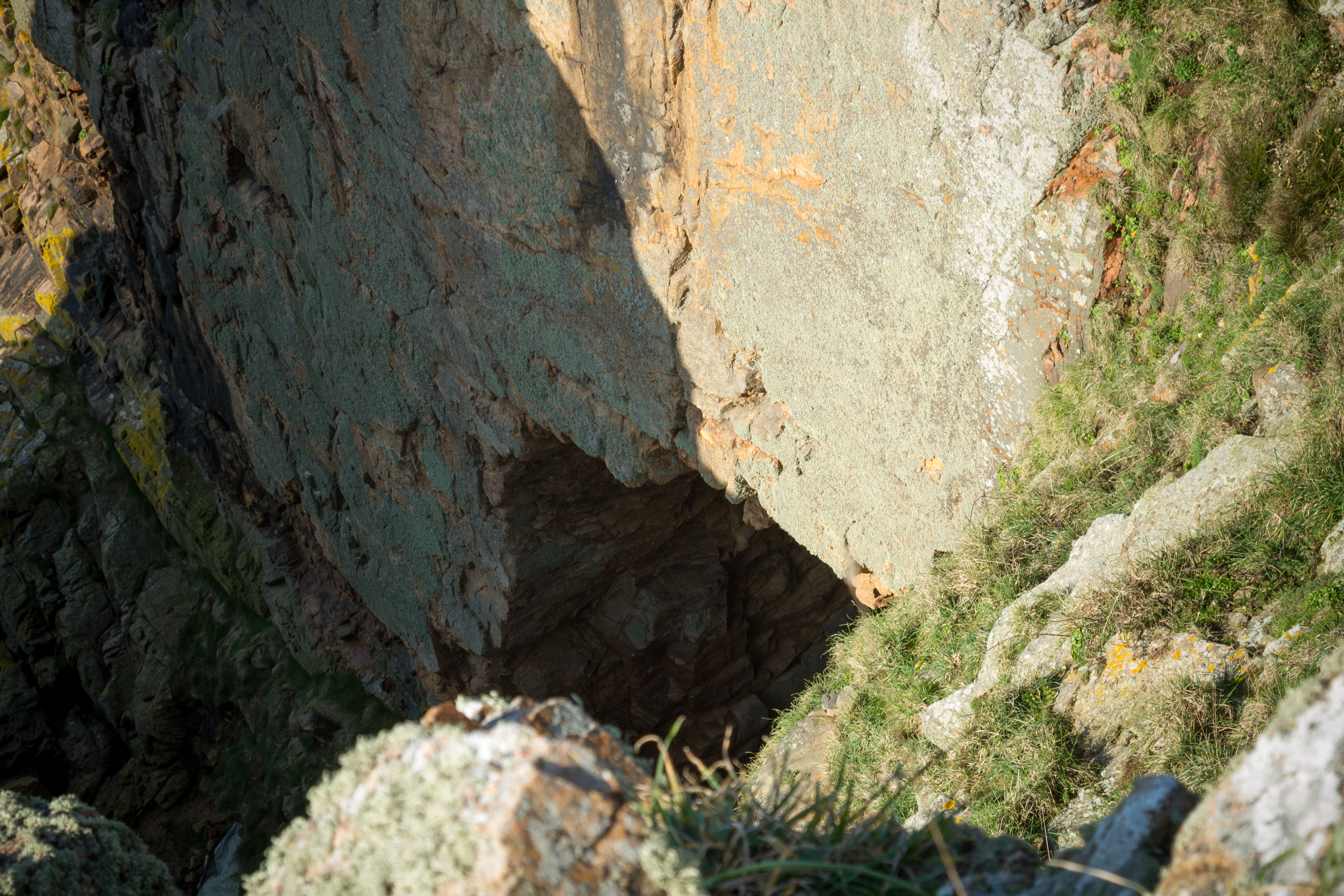
Entrée de la grotte

Évolution du littoral normand et formation des îles Anglo-Normandes.

Elle mesure environ 12 m sur 8 m.
Lors de l'occupation de ce lieu, le niveau de la mer était plus bas en raison de la période glaciaire et Jersey était une péninsule rattachée au continent via la Normandie.[réf. nécessaire] Mais début septembre 1951 de fortes pluies induisent un glissement de terrain qui dévoile une plage à 18 m d'altitude.

## Les fouilles
Les premières fouilles archéologiques ont lieu en 1910 avec des membres de la "Société jersiaise" et l'anthropologue et ethnologue Robert Ranulph Marett, d'Oxford. Il est encouragé dans ses recherches par le paléontologue britannique Arthur Smith Woodward.[réf. souhaitée] Il met au jour les restes d'un habitat, 15 000 à 16 000 silex et des dents d'hominidés, notamment 12 dents taurodontes (en) (typiques des Néandertaliens). Ils trouvent aussi, dans la couche supérieure, des restes de mammouth et de renne accompagnés d'une industrie à tendance levalloise ; et dans la couche la plus basse, une molaire d'Elephas antiquus avec six bifaces de type acheuléen. 

Les niveaux supérieurs et inférieurs sont séparés par une couche de sable stérile.  Mais les matériels des couches n'ont pas été conservés séparément.

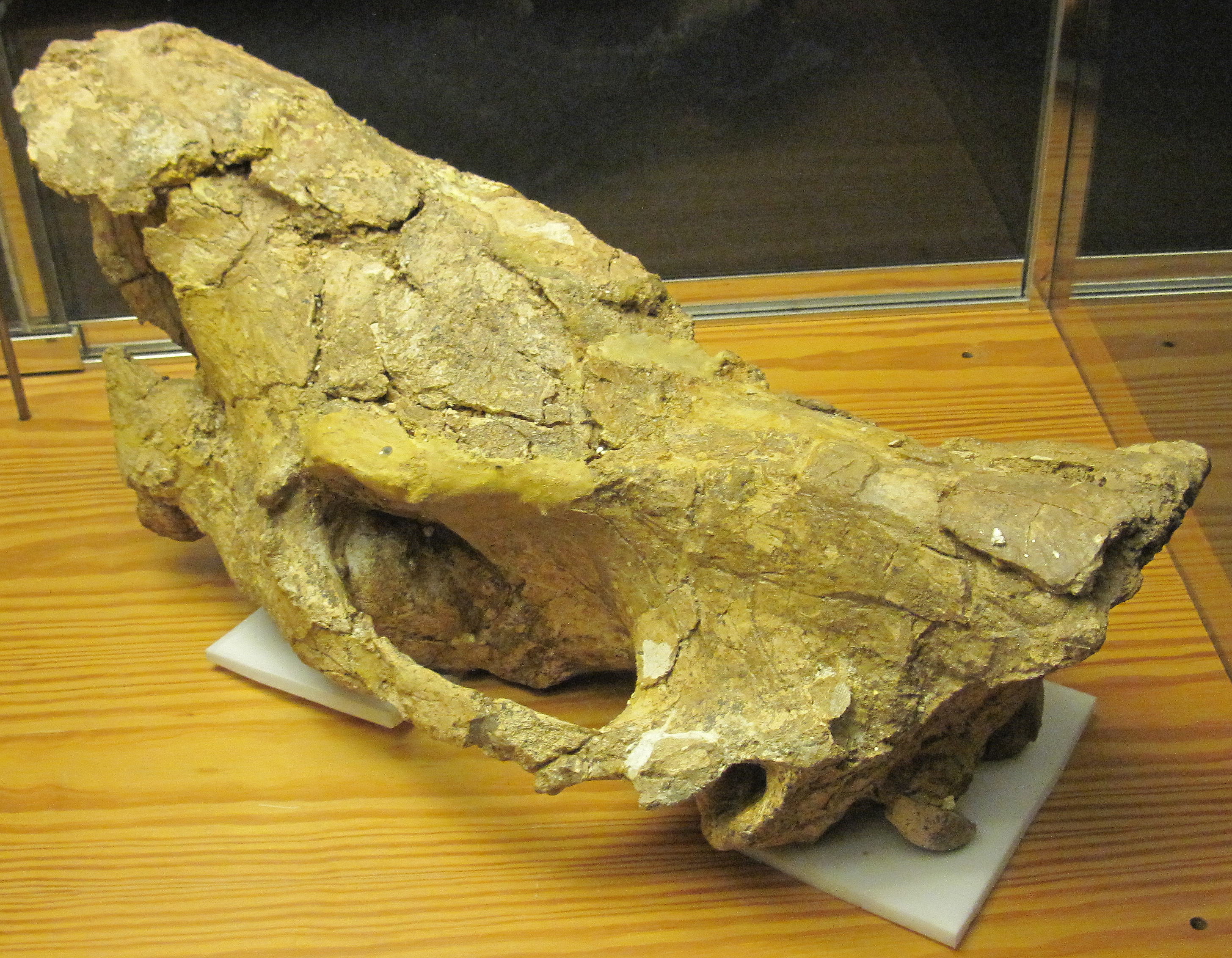
Crâne fossile de rhinocéros de la Cotte

Marett publie ses travaux de recherches en 1916.
Christian Burdo la fouille de 1936 à 1940 puis en 1950-1951. Arlette Leroi-Gourhan est chargée des analyses archéopalynologiques.
Dans les années 1960 et 1970, l'université de Cambridge entreprend des fouilles archéologiques. L'équipe de préhistoriens et de paléontologues, parmi lesquels travaille un étudiant connu sous le nom de Prince de Galles, permet de mettre au jour des dents et des ossements de mammouths et de rhinocéros laineux.
En l'an 2000, de nouvelles campagnes de fouilles sont entreprises par l'University College de Londres et le British Museum. Plusieurs niveaux archéologiques sont mis au jour sur le site de La Cotte.

## Confusions
La Cotte à la Chèvre,, une autre grotte côtière de Jersey, a livré des vestiges archéologiques du Paléolithique moyen.
Autre site célèbre : les Cottés, site préhistorique dans la Vienne, région Poitou-Charentes, France.